# Колынва
Колынва — река в России, протекает по Пермскому краю. Длина реки составляет 73 км, площадь водосборного бассейна 462 км².

## Описание
Исток реки в заболоченном лесном массиве южнее болота Колынвенское в 10 км к северо-востоку от деревни Жуланово. Протекает по территории Соликамского и Красновишерского районов Пермского края. В верхнем течении течёт в северо-западном и западном направлениях, в среднем течении — в северном направлении, в нижнем течении — в северо-восточном направлении. Всё течение проходит по ненаселённому, сильно заболоченному лесу.
В верхнем течении в Колынву впадает ручей Исток, вытекающий из озера Нюхти. Ниже впадения Истока Колынва огибает по большой дуге обширное болото Дорыш.
Притоки — Мудыль, Нелим (левые); Исток (правый).
Устье реки находится в 21 км по левому берегу реки Язьва, немногим выше населённого пункта Нижняя Язьва. Ширина реки у устья — около 20 метров.

## Данные водного реестра
По данным государственного водного реестра России относится к Камскому бассейновому округу, водохозяйственный участок реки — Кама от водомерного поста у села Бондюг до города Березники, речной подбассейн реки — бассейны притоков Камы до впадения Белой. Речной бассейн реки — Кама.
Код объекта в государственном водном реестре — 10010100212111100005492.